# Bournoncle-Saint-Pierre
Bournoncle-Saint-Pierre är en kommun i departementet Haute-Loire i regionen Auvergne-Rhône-Alpes i centrala Frankrike. Kommunen ligger i kantonen Brioude-Nord som tillhör arrondissementet Brioude. År 2022 hade Bournoncle-Saint-Pierre 1 051 invånare.

## Befolkningsutveckling
Antalet invånare i kommunen Bournoncle-Saint-Pierre
| Referens: INSEE |